# Álvaro León Flórez
Álvaro Arley León Flórez (Cumaribo, siglo XX) es un político y agricultor colombiano, que se desempeñó como gobernador del departamento de Vichada entre 2020 y 2023. 

## Biografía
Nació en la década de 1960 en San José de Ocuné, inspección del municipio de Cumaribo que se encuentra dentro del terreno de un resguardo indígena. Estudió en el colegio Camio Torre del municipio de Santa Rosalía, sitio en el cual se instruyó hasta la educación secundaria, cuando debió abandonar sus estudios para comenzar a trabajar debido a la muerte de su padre. 
De 1999 a 2019 fue administrador de la Hacienda Las Nutrias, en Puerto Carreño.
En las elecciones regionales de Colombia de 2019 se postuló como candidato a la Gobernación de Vichada con el aval del Partido Centro Democrático, además del apoyo del Partido Social de Unidad Nacional; su principal promesa de campaña fue "potenciar las riquezas del departamento". Durante la campaña fue denunciado por presuntos nexos con narcotraficantes; según el colectivo que lo denunció, llamado "Comunidad Vichadense y del Guainía", León Flórez tenía "varias investigaciones abiertas en la Fiscalía por narcotráfico, enriquecimiento ilícito, lavado de activos y lesiones personales", además de que señalaban que ya había sido investigado por estos en 2011.  A esta denuncia se le sumó que recibió el apoyo del destituido gobernador Andrés Espinosa Flórez, acusado de corrupción, y que apoyó en las anteriores elecciones al gobernador Luis Carlos Álvarez, también investigado por corrupción. Sin embargo, negó las denuncias. Cuñado de Álvarez, obtuvo su apoyo para la elección.
El 27 de octubre de 2019 resultó elegido Gobernador con 17.530 votos, equivalentes a una aplastante victoria del 65,99% de los votos, convirtiéndose así en el candidato a Gobernador de Vichada con la mayor votación obtenida.
Ya como gobernador, en agosto de 2020, fue suspendido por sobrecostos de $300 millones de pesos en varios contratos para la prestación de ayudas sociales por la pandemia de COVID-19. Según la Procuraduría, León omitió su papel como regulador de los contratos firmados por la Gobernación.Más adelante, en julio de 2023, la Procuraduría lo destituyó e inhabilitó por ocho años para ejercer públicos por suscribir un contrato de $1.700 millones de pesos con una persona inhabilitada para tal fin, la cual, además, era uno de sus principales contribuyentes de campaña. Sumado a esto, se descubrió que esa persona aportó más de $40.000.000 de pesos a la campaña de León, excediendo el límite de aportes que podía realizar una persona natural (establecido en ese momento en $20.000.000 de pesos). Aunque apeló la decisión, en agosto la Procuraduría la dejó en firme en segunda instancia. A pesar de todo esto, León jamás abandonó el cargo (puesto que la Procuraduría no tenía poder para destituir funcionarios electos por votación popular) y concluyó con normalidad su mandato el 31 de diciembre de 2023.